# Liste des résolutions du Conseil de sécurité des Nations unies sur la Côte d'Ivoire
Cet article dresse une liste des résolutions du Conseil de sécurité des Nations unies concernant Côte d'Ivoire.

## Côte d'Ivoire
En forme longue république de Côte d’Ivoire.
- Résolution 150 : admission de la Côte d'Ivoire aux Nations unies (adoptée le 23 août 1960).
- Résolution 1464 : la situation en Côte d'Ivoire.
- Résolution 1479 : la situation en Côte d'Ivoire.
- Résolution 1498 : la situation en Côte d'Ivoire.
- Résolution 1514 : la situation en Côte d'Ivoire.
- Résolution 1527 : la situation en Côte d'Ivoire.
- Résolution 1528 : la situation en Côte d'Ivoire.
- Résolution 1572 : la situation en Côte d'Ivoire.
- Résolution 1584 : la situation en Côte d’Ivoire.
- Résolution 1594 : la situation en Côte d’Ivoire.
- Résolution 1600 : sur la situation en Côte d'Ivoire après la signature de l'accord de paix de Pretoria du 6 avril 2005, (adoptée le 4 mai 2005 lors de la 5 173e séance).
- Résolution 1603 : la situation en Côte d’Ivoire.
- Résolution 1609 : la situation en Côte d’Ivoire.
- Résolution 1632 : la situation en Côte d'Ivoire
- Résolution 1633 : la situation en Côte d’Ivoire
- Résolution 1643 : la situation en Côte d’Ivoire.
- Résolution 1652 : la situation en Côte d’Ivoire.
- Résolution 1657 : la situation en Côte d’Ivoire.
- Résolution 1682 : la situation en Côte d’Ivoire.
- Résolution 1708 : la situation en Côte d’Ivoire.
- Résolution 1721 : la situation en Côte d’Ivoire.
- Résolution 1726 : la situation en Côte d’Ivoire.
- Résolution 1727 : la situation en Côte d’Ivoire.
- Résolution 1739 : la situation en Côte d’Ivoire.
- Résolution 1761 : la situation en Côte d’Ivoire.
- Résolution 1763 : la situation en Côte d’Ivoire.
- Résolution 1765 : la situation en Côte d’Ivoire.
- Résolution 1782 : la situation en Côte d’Ivoire.
- Résolution 1795 : la situation en Côte d’Ivoire.
- Résolution 1826 : la situation en Côte d’Ivoire.
- Résolution 1842 : la situation en Côte d’Ivoire.
- Résolution 1865 : la situation en Côte d’Ivoire.
- Résolution 1880 : la situation en Côte d’Ivoire.
- Résolution 1893 : la situation en Côte d’Ivoire.
- Résolution 1911 : la situation en Côte d’Ivoire.
- Résolution 1924 : la situation en Côte d’Ivoire.
- Résolution 1933 : la situation en Côte d’Ivoire.
- Résolution 1942 : la situation en Côte d’Ivoire (adoptée le 29 septembre 2010).
- Résolution 1946 : la situation en Côte d’Ivoire (adoptée le 15 octobre 2010).
- Résolution 1951 : la situation en Côte d’Ivoire (adoptée le 24 novembre 2010).
- Résolution 1962 : la situation en Côte d’Ivoire (adoptée le 20 décembre 2010).
- Résolution 1967 : la situation en Côte d’Ivoire (adoptée le 19 février 2011).
- Résolution 1968 : la situation en Côte d’Ivoire (adoptée le 16 février 2011).
- Résolution 1975 : la situation en Côte d’Ivoire (adoptée le 30 mars 2011).
- Résolution 1980 : la situation en Côte d’Ivoire (adoptée le 28 avril 2011).
- Résolution 1981 : la situation en Côte d’Ivoire (adoptée le 13 mai 2011).
- Résolution 1992 : la situation en Côte d’Ivoire (adoptée le 29 juin 2011).
- Résolution 2000 : la situation en Côte d’Ivoire (adoptée le 27 juillet 2011).
- Résolution 2045 : la situation en Côte d’Ivoire(adoptée le 26 avril 2012).
- Résolution 2062 : la situation en Côte d’Ivoire (adoptée le 26 juillet 2012).
- Résolution 2101 : la situation en Côte d'Ivoire (adoptée le 25 avril 2013 lors de la 6953e séance).
- Résolution 2112 : la situation en Côte d’Ivoire (adoptée le 30 juillet 2013 lors de la 7012e séance).
- Résolution 2153 : la situation en Côte d’Ivoire (adoptée le 29 avril 2014).
- Résolution 2162 : la situation en Côte d’Ivoire (adoptée le 25 juin 2014 lors de la 7207e séance).
- Résolution 2219 : la situation en Côte d’Ivoire (adoptée le 28 avril 2015).
- Résolution 2226 : la situation en Côte d’Ivoire (adoptée le 25 juin 2015).
- Résolution 2260 : la situation en Côte d’Ivoire (adoptée le 20 janvier 2016).
- Résolution 2283 : la situation en Côte d’Ivoire (adoptée le 28 avril 2016).
- Résolution 2284 : la situation en Côte d’Ivoire (adoptée le 28 avril 2016).